# Edgar Ætheling
Edgar Ætheling (còn được đánh vần là Æþeling, Aetheling, Atheling hay Etheling) hoặc Edgar II (k.1051 – k.1125) là thành viên nam cuối cùng của nhà Wessex, nước Anh. Ông được bầu là Vua của Anh bởi Witenagemot vào năm 1066, nhưng không bao giờ đăng quang. Thay vào đó Harold Godwinson đã được các Witan bầu làm Vua của nước Anh (vào thời đó là Anglo-Saxon).